# Thornton Watlass
Thornton Watlass is een civil parish in het bestuurlijke gebied Hambleton, in het Engelse graafschap North Yorkshire met 224 inwoners.